# 21 Under 21
21 Under 21 (lit. ‘21 per sota dels 21’) és un rànquing anual de la revista musical estatunidenca Billboard que d'ençà del 2010 reconeix 21 músics menors de 21 anys per l'impacte que tenen i el seu potencial de creixement imminent.
La primera edició va ser encapçalada el 2010 per Taylor Swift, a 20 anys.
Justin Bieber (el 2011), Lorde (el 2014) i Billie Eilish (el 2019) són els artistes més joves a col·locar-se en primera posició, tots tres a 17 anys.
Endemés, Willow Smith és la més jove en tota la història del rànquing: va ser la 7a del del 2010, a només 9 anys. També és la que hi ha estat inclosa més vegades en menys temps: n'apareix cinc en onze anys (el 2010, el 2011, el 2017, el 2019 i el 2021).
Justin Bieber, Camila Cabello, Lorde, Shawn Mendes, Willow Smith i Grace VanderWaal estan empatats en nombre total d'aparicions, amb cinc cadascun. De fet, Bieber i Mendes són els únics que han encapçalat el rànquing més d'una vegada (dues vegades cadascun).

## Resultats de les enquestes per any
| Posició | 2010              | 2011               | 2012               | 2013               | 2014                |
| ------- | ----------------- | ------------------ | ------------------ | ------------------ | ------------------- |
| 1       | Taylor Swift      | Justin Bieber      | Justin Bieber      | One Direction      | Lorde               |
| 2       | Justin Bieber     | Tyler, the Creator | One Direction      | Justin Bieber      | 5 Seconds of Summer |
| 3       | Selena Gomez      | Selena Gomez       | Demi Lovato        | Miley Cyrus        | Justin Bieber       |
| 4       | Jake Zyrus        | Scotty McCreery    | Scotty McCreery    | Ariana Grande      | Martin Garrix       |
| 5       | Soulja Boy        | Jackie Evancho     | Mac Miller         | Earl Sweatshirt    | Fifth Harmony       |
| 6       | Nick Jonas        | Mac Miller         | Selena Gomez       | Lorde              | Austin Mahone       |
| 7       | Willow Smith      | Demi Lovato        | Porter Robinson    | Austin Mahone      | Earl Sweatshirt     |
| 8       | Demi Lovato       | Nick Jonas         | Cher Lloyd         | Scotty McCreery    | Shawn Mendes        |
| 9       | Greyson Chance    | Rye Rye            | Earl Sweatshirt    | Cody Simpson       | Becky G             |
| 10      | Miley Cyrus       | Victoria Justice   | Nick Jonas         | Emblem3            | Chief Keef          |
| 11      | Lex Lugler        | Lex Lugler         | Jackie Evancho     | Cher Lloyd         | Luis Coronel        |
| 12      | Taylor Momsen     | Il Volo            | Cody Simpson       | Chief Keef         | Meghan Trainor      |
| 13      | Chris Colfer      | Cody Simpson       | Mindless Behaviour | Bridgit Mendler    | Cody Simpson        |
| 14      | Miranda Cosgrove  | Willow Smith       | Megan & Liz        | Miguelito          | Madeon              |
| 15      | Diggy Simmons     | Greyson Chance     | IU                 | Joey Bada$$        | Bobby Shmurda       |
| 16      | Wonder Girls      | Mindless Behaviour | Bridgit Mendler    | Tori Kelly         | Scotty McCreery     |
| 17      | Never Shout Never | HyunA              | 3Ball MTY          | Martin Garrix      | Troye Sivan         |
| 18      | New Boyz          | Porter Robinson    | Miley Cyrus        | Mindless Behaviour | Rae Sremmurd        |
| 19      | Nikki Yanofsky    | One Direction      | Madeon             | Matty B            | Akdong Musician     |
| 20      | Cody Simpson      | Miguelito          | Ross Lynch         | Lee Hi             | The Vamps           |
| 21      | Sean Kingston     | Miley Cyrus        | Victoria Justice   | Fifth Harmony      | Unlocking the Truth |

| Posició | 2015                | 2016                | 2017              | 2018              | 2019              |
| ------- | ------------------- | ------------------- | ----------------- | ----------------- | ----------------- |
| 1       | 5 Seconds of Summer | Fifth Harmony       | Shawn Mendes      | Shawn Mendes      | Billie Eilish     |
| 2       | Fifth Harmony       | Shawn Mendes        | Lorde             | Khalid            | Lil Nas X         |
| 3       | Lorde               | Desiigner           | Khalid            | Lil Pump          | Juice WRLD        |
| 4       | Shawn Mendes        | Martin Garrix       | Lil Yachty        | Billie Eilish     | Lil Pump          |
| 5       | Rae Sremmurd        | Daya                | Camila Cabello    | Juice WRLD        | Chloe x Halle     |
| 6       | Troye Sivan         | Alessia Cara        | Kodak Black       | Bhad Bhabie       | Lil Tecca         |
| 7       | Martin Garrix       | 5 Seconds of Summer | Hailee Steinfeld  | Daya              | Mason Ramsey      |
| 8       | Maddie & Tae        | Lorde               | Grace VanderWaal  | Sabrina Carpenter | Bhad Bhabie       |
| 9       | Joey Bada$$         | Hailee Steinfeld    | CNCO              | Jaden Smith       | Christian Nodal   |
| 10      | Hailee Steinfeld    | Zendaya             | Desiigner         | Why Don't We      | Daya              |
| 11      | Alessia Cara        | Jaden Smith         | Noah Cyrus        | CNCO              | Why Don't We      |
| 12      | Becky G             | Lil Yachty          | Daya              | Chief Keef        | Noah Cyrus        |
| 13      | Zendaya             | Sabrina Carpenter   | Alan Walker       | Grace VanderWaal  | NCT Dream         |
| 14      | Austin Mahone       | Zara Larsson        | Becky G           | PRETTYMUCH        | Sabrina Carpenter |
| 15      | Jack & Jack         | Austin Mahone       | Jake Paul         | Whethan           | King Princess     |
| 16      | Luis Coronel        | Kodak Black         | Why Don't We      | Mason Ramsey      | PRETTYMUCH        |
| 17      | Silento             | Kungs               | Zara Larsson      | Christian Nodal   | Grace VanderWaal  |
| 18      | SEVENTEEN           | CNCO                | Twice             | Willow Smith      | Willow Smith      |
| 19      | Echosmith           | Chloe x Halle       | PRETTYMUCH        | Madison Beer      | Manuel Turizo     |
| 20      | Kehlani             | Lennon & Maisy      | Chloe x Halle     | NCT Dream         | Snail Mail        |
| 21      | Shamir              | Grace VanderWaal    | Sabrina Carpenter | Snail Mail        | Paloma Mami       |

| Posició | 2020          | 2021             | 2022                  | 2023                 |
| ------- | ------------- | ---------------- | --------------------- | -------------------- |
| 1       | 24kGoldn      | The Kid Laroi    | Olivia Rodrigo        | Ángela Aguilar       |
| 2       | beabadoobee   | Billie Eilish    | BoyWithUke            | Ayra Starr           |
| 3       | Billie Eilish | 24kGoldn         | Eslabon Armado        | Chloe Moriondo       |
| 4       | BENEE         | Pinkpantheress   | Lil Tecca             | D4vd                 |
| 5       | Carlie Hanson | Willow Smith     | Ángela Aguilar        | DannyLux             |
| 6       | Chloe x Halle | Olivia Rodrigo   | The Kid Laroi         | Flo                  |
| 7       | Gabby Barrett | NLE Choppa       | Callista Clark        | GAYLE                |
| 8       | jxdn          | Lil Huddy        | Billie Eilish         | Iván Cornejo         |
| 9       | The Kid Laroi | The Linda Lindas | 347aidan              | Kidd G               |
| 10      | Koffee        | Eslabon Armado   | Tiago PZK             | The Kid Laroi        |
| 11      | Lil Mosey     | Lil Tjay         | Lauren Spencer-Smith  | Lauren Spencer-Smith |
| 12      | Lil Tecca     | Griff            | NLE Choppa            | Lil Tecca            |
| 13      | Lil Tjay      | jxdn             | Moore Kismet          | The Linda Lindas     |
| 14      | Lunay         | Callista Clark   | Tate McRae            | Luh Tyler            |
| 15      | Manuel Turizo | Nessa Barrett    | Gayle                 | Nessa Barrett        |
| 16      | Mason Ramsey  | Baby Keem        | Kidd G                | NLE Choppa           |
| 17      | Moore Kismet  | Joshua Bassett   | DannyLux              | Olivia Rodrigo       |
| 18      | Natanael Cano | Moore Kismet     | The Linda Lindas      | Riovaz               |
| 19      | NCT Dream     | Grace VanderWaal | Yahritza Y Su Esencia | Stephen Sanchez      |
| 20      | NLE Choppa    | Luis Vazquez     | Lamorn                | Tate McRae           |
| 21      | Noah Cyrus    | Tate McRae       | Chloe Moriondo        | Yunè Pinku           |